# Mernda
Mernda är en del av en befolkad plats i Australien. Den ligger i kommunen Whittlesea och delstaten Victoria, omkring 26 kilometer nordost om delstatshuvudstaden Melbourne. Antalet invånare är 6 508.
Runt Mernda är det tätbefolkat, med 383 invånare per kvadratkilometer.. Närmaste större samhälle är Epping, nära Mernda.
Trakten runt Mernda består till största delen av jordbruksmark. Genomsnittlig årsnederbörd är 1 244 millimeter. Den regnigaste månaden är juli, med i genomsnitt 140 mm nederbörd, och den torraste är januari, med 49 mm nederbörd.